# Eexterveenschekanaal
Eexterveenschekanaal is een klein dorp dat ligt in het noordoosten van de gemeente Aa en Hunze in de Nederlandse provincie Drenthe. 
Het is een lintdorp, gelegen aan het Grevelingskanaal dat loopt van het Zuidlaardermeer naar Wildervank. Het dorp telde op 1 januari 2023 230 inwoners. Er staan 138 woningen, en het dorp heeft een oppervlakte van 216 hectare land. Er zijn 3 bruggen en authentieke brugwachtershuisjes en een sluis met het voormalige sluiswachtershuis.
Het dorp maakt deel uit van het beschermde dorpsgezicht Annerveenschekanaal/Eexterveenschekanaal en telt enkele rijksmonumenten.

## Dorpshuis "de Kiep"
Een belangrijk deel van het gemeenschapsleven in Eexterveenschekanaal speelt zich af in Dorpshuis "de Kiep". Activiteiten die hier plaatsvinden zijn onder andere biljarten, kaarten, darten, outdoor sporten, jeugd soos, creatief, handwerken, bingo tot spirituele bijeenkomsten en klootschieten. Er worden markten, live-muziekavonden, hondenuitlaatdagen, nationale feestdagen en buffetavonden georganiseerd. Achter Dorpshuis De Kiep is het Belevingsbos waar kinderen en volwassenen de natuur kunnen beleven.

## De Semslinie: grens tussen Groningen en Drenthe
De Semslinie is de provinciegrens tussen de provincie Groningen en Drenthe, en loopt van de stad Groningen tot Ter Apel. Deze grens is ruim 40 kilometer lang en is in 1615 uitgezet door de landmeter Johan Sems.
Sinds de jaren tachtig van de vorige eeuw worden in dit gebied opdrachten gegeven voor kunst in de openbare ruimte, deze zijn ontstaan in het kader van de herinrichting van de Gronings- Drentse Veenkoloniën. In 2002 is met de ‘Semslinie Kunstlijn’ het einde van dit omvangrijke initiatief ingeluid. In Eexterveenschekanaal staat het kunstwerk van Adriaan Rees wat onder meer staat als een symbool van de grens.
Drenthe: Steden en dorpen      Nederland: Provincies · Gemeenten